# Wisinger István
Wisinger István Pál (Budapest, 1943. február 28. –) magyar szociológus, újságíró, televíziós műsorvezető-riporter, médiakutató, főiskolai tanár.

## Élete
Tanulmányait az ELTE Bölcsészettudományi Karán végezte magyar-könyvtár szakon 1962 és 1967 között. 1967-ben 4. helyezettje lett a Magyar Televízió Riporter kerestetik vetélkedőjének. Először a Magyar Rádióban dolgozott külsősként, majd 1967-től a Magyar Televíziónál, ahol 1970-től az Ifjúsági- és Oktatási Főszerkesztőség szerkesztő-riportere. 1974 és 1977 között szociológusi diplomát szerez, majd 1980-ban az USA-ban a kaliforniai Stanford Egyetemen ösztöndíjas.
Számos műsor és dokumentumfilm közreműködője, többek közt A Hét és az Ablak műsorvezetője. 1988 augusztusától 1989 végéig az MTV 1-es csatornájának főigazgatója. Egy rövid ideig a Sajtó és Propaganda főosztály vezetője, ezt követően főmunkatárs 1994 nyaráig. 1994-től 1996-ig a Filmfőszerkesztőség vezetője. 2000-ben szűnt meg munkaviszonya a Magyar Televíziónál.
1997 és 2004 között a MÚOSZ választott elnöke. Korábban a Bálint György Újságíró Akadémián tanított, majd az ELTE Esztétika és Szociológia Tanszékén. 1999-től a Kodolányi János Főiskola megbízott előadói tanára, docens (1992) majd tanár (2008), 2002 óta a főiskola állandó oktatója. Jelenleg a Zsigmond Király Főiskola és a Budapesti Corvinus Egyetem óraadó tanára is.

## Művei
- Wisinger István–Kökényessy Ferenc: Radar. A Magyar Televízió Ifjúsági Osztályának érdekvédelmi sorozatáról; MRT, Bp., 1974 (Műsormonográfiák)
- Göncz Árpád–László György–Wisinger István: Beszélgetések az elnökkel; Pesti Szalon, Bp., 1994
- Pikó András–Wisinger István–Zöldi László: Általános médiaismeret; Bp.–Pécs, Dialóg Campus, 2007 (Dialóg Campus tankönyvek)
- László György–Wisinger István: Visszanézve. Beszélgetések Göncz Árpáddal; Glória, Bp., 2007
- A televízió háborúba megy. Fejezetek a televíziós újságírás és a társadalmi konfliktusok párhuzamos történetéből; PrintXBudavár–Médiakutató Alapítvány, Bp., 2008 (Antenna könyvek)
- A fel nem robbant csecsemő. Emlékek és képek a XX. századból; Noran Libro, Bp., 2013
- A Nobel-díjas kém. Dokumentumregény Szent-Györgyi Albert életéről; Athenaeum, Bp., 2016
- Egy elme az örökkévalóságnak. Neumann János regényes élete; Athenaeum, Bp., 2018
- Pulitzer. Egy magyar származású amerikai sajtómágnás kalandos élete; Athenaeum, Bp., 2020

## Kitüntetések
- Kiváló Dolgozó
- KISZ Aranykoszorús Jelvény
- Miskolci Tévéfesztivál: Riport kategória első díj (1971)
- Hírháttér szerkesztő-műsorvezetői munkájáért (1984)
- SZOT-díj – az Ablak c. adás műsorvezetéséért (1988)
- Joseph Pulitzer-emlékdíj Szabó Istvánnal megosztva (1995), a 100 éves a mozi című sorozatért MSZOSZ-díj (1999)
- A Magyar Köztársasági Érdemrend tisztikeresztje – polgári tagozat, három évtizedes szakmai tevékenységéért (2002)